# Johann Friedrich Schultz

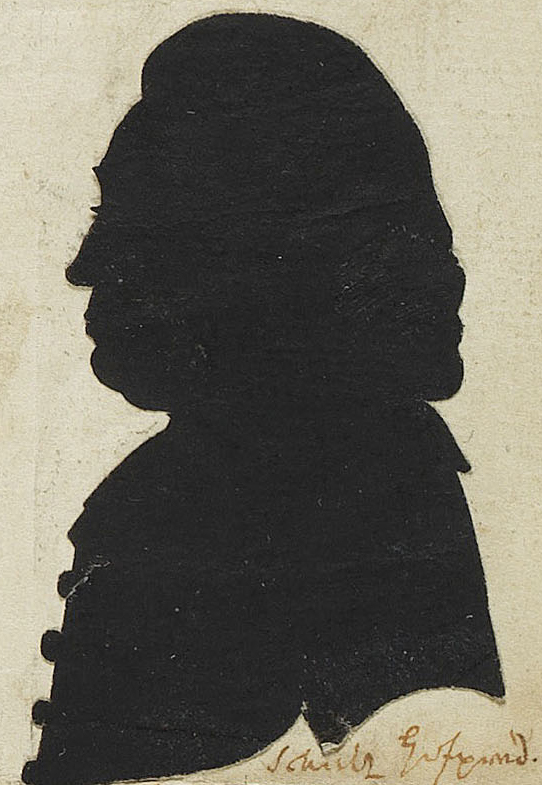
Johann Friedrich Schultz (Schattenriss)

Johann Friedrich Schultz (auch: Johann Schulz, Schulze; * 11. Juni 1739 in Mülhausen; † 27. Juni 1805 in Königsberg i. Pr.) war ein deutscher evangelischer Theologe, Mathematiker und Philosoph.

## Leben
Nach dem Besuch des Collegium Fridericianum in Königsberg immatrikulierte sich Schultz am 24. September 1756 an der Albertus-Universität Königsberg für Evangelische Theologie und Philosophie. Besonders interessierten ihn die mathematischen Vorlesungen. Danach fand er eine Stelle als Hauslehrer. Er wurde 1766 Pfarrer in Starkenberg und 1769 Pfarrer in Löwenhagen. 1775 kehrte er als Diakon an der Altroßgärter Kirche nach Königsberg zurück Er erwarb am 6. Juli 1775 den akademischen Grad eines Magisters der Philosophie und habilitierte sich am 2. August 1775 an der Universität Königsberg mit einer Abhandlung über Akustik.
1776 wurde er zweiter Hofprediger an der Schlosskirche (Königsberg) und am 11. August 1786 berief man ihn als Nachfolger von Friedrich Johann Buck zum Professor der Mathematik an die Königsberger Universität. Diese Aufgabe trat er am 15. Januar 1787 mit einer Rede über die Akustik an und hielt in der Folgezeit Vorträge zur angewandten Mathematik, zu Arithmetik, Geometrie, Trigonometrie, Algebra, endlicher und unendlicher Analyse, Astronomie, Mechanik und Optik. Auch als Dichter und mit theologischen Schriften trat Schultz in der Folgezeit in Erscheinung.
Als Freund von Immanuel Kant wurde unter anderem Johann Gottlieb Fichte sein Schüler. Zudem ist er ein eifriger Befürworter von Kants religionsphilosophischen Auffassungen gewesen und interpretierte dies, dass nur diejenigen Lehren nützlich seien, die zur moralischen Besserung des Gemüts dienten. Lehren wie die Göttlichkeit oder den Opfertod Christi lehnte er ab. Zudem war er im Sommersemester 1802 Rektor der Albertina.

## Werke
- Betrachtungen über den leeren Raum. Königsberg 1758.
- De geometria acustica seu solius auditus ope exercenda. Königsberg 1775.
- De geometria acustica nec non de ratione 0:0 seu basi calculi differentialis. Königsberg 1787.
- Elementa theologiae popularis theoreticae. 1787.
- Versuch einer genauen Theorie des Unendlichen. Königsberg 1788.
- Anfangsgründe der reinen Mathesis. Königsberg 1790.
- Elementa theologiae practicae. 1791.
- Vertheidigung der kritischen Briefe an Herrn Emanuel Kant über seine Kritik der reinen Vernunft, vornehmlich gegen die Bornischen Angriffe. Göttingen 1792.
- Kurzer Lehrbegriff der Mathematik. Königsberg 1797, 1805, 1806.
  - 1. Bd. Kurzer Lehrbegriff der Arithmetik, Geometrie, Trigonometrie und Landmesskunst.
  - 2. Bd. Kurzer Lehrbegriff der mechanischen und optischen Wissenschaften.
  - 3. Bd. Populäre Anfangsgründe der Astronomie.
- Sehr leichte und Kurze Entwickelung einiger der wichtigsten mathematischen Theorien. Königsberg 1803.
- Anfangsgründe der reinen Mechanik, die zugleich die Anfangsgründe der reinen Naturwissenschaft sind. Königsberg 1804.
- Erläuterungen über des Herrn Professor Kant Critik der reinen Vernunft, Königsberg 1781